# Waaslandlied
Het Waaslandlied is een regionaal volkslied gewijd aan het Waasland. Het is geschreven door de Vlaams-nationalistische priester en schrijver Jozef De Wilde. Fernand Van Durme zette het op muziek.

## Tekst[2]
1.
Land in een gordel van stromen geprangd,
vlakten der zee waarin polders zich spreiden,
Meren van lover met kammen van heide,
lucht waar de zon taferelen in brandt:
Keerzang

Land onzer vad'ren, uit Wase geboren,
grond van ons Vlaand'ren, gewonnen door strijd!
Jonge geslachten betreden uw voren,
staan met de hakke en strijdbijl bereid.
2.
Volk dat woestijnen in tuinen omschiep,
bouwers van dijken, bedwingers van vloeden,
Strijders om altaar en haardstee te hoeden,
zaaiers van weelde uit arbeid gediept:
3.
Weelde voor d'ogen en eer van ons bloed,
arbeid en kunst zullen blijvend u kronen,
Waasland, u blijven wij trouwe betonen,
schoonheid en kracht, gij ons erfdeel en goed: